# Escalada (premetro de Buenos Aires)
Escalada (ex Jumbo) es una estación tranviaria del premetro que forma parte de la red de subterráneos de Buenos Aires. Pertenece al ramal que une la estación Intendente Saguier, con las estaciones Centro Cívico y General Savio.En el 2024, la estación fue remodelada.

## Inauguración
Se inauguró el 27 de agosto de 1987, junto con las otras estaciones del Premetro.

## Ubicación
Se ubica en la Avenida General Francisco Fernández de la Cruz y Avenida Escalada, en cercanías del Parque Indoamericano y a escasos metros del Parque de la Ciudad y la Torre Espacial, respectivamente. Tiene la particularidad de que está enfrente del Factory Parque Brown Outlet. Se encuentra junto a una sucursal de la cadena de supermercados Jumbo.